# トゥズラ

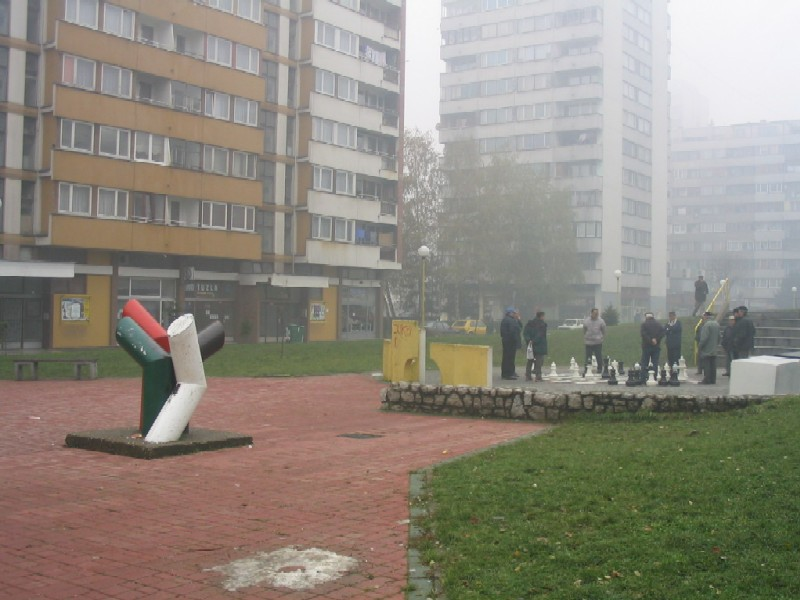
チェスを楽しむ退役者たち。町西部の住宅地にて。

トゥズラ（ボスニア語およびクロアチア語:Tuzla、セルビア語:Тузла）はボスニア・ヘルツェゴビナの都市、およびそれを中心とした基礎自治体。
人口は、紛争前の1991年の調査では13万1千人で、2013年の調査では110,979人だった。サラエヴォ、バニャ・ルカに続いて、ボスニア・ヘルツェゴビナでは3番目に人口の多い都市であり、トゥズラ県の県都となっている。トゥズラという地名はトルコ語の「塩」（Tuz）にちなんだもので、町の地下に広範囲にわたって塩の堆積があることによる。

## 地理
トゥズラはボスニア北東の 北緯44度32分17秒 東経18度40分34秒 / 北緯44.53806度 東経18.67611度 に位置し、マイェヴィツァ山（Majevica）のふもと、ヤラ川（Jala）沿いにある。町の中心は東西方向に広がる平原にあり、南北の丘陵地に住居地がある。
トゥズラにはトゥズラ国際空港（en、IATAコード:TZL）がある。空港から市内へはトロリーバスで結ばれている。空港は米軍基地イーグル・ベース（Eagle Base）の一部を利用して一般空港として開港した。

## 歴史
初めて歴史に登場するのは西暦950年のハンガリー統治下の時代で、ソリ（Soli）という名前で記されていた。ソリとはボスニア語、セルビア語、クロアチア語で「塩」という意味であり、現在の名称トゥズラはトルコ語で「塩の土地」という意味である。
トゥズラには新石器時代に集落があったと推定され、これに従えば6000年前からこの土地に人が居住していたことになる。ソルニ・トゥルグ（Solni Trg）屋外博物館が2004年に開業し、トゥズラの町における塩の生産の歴史を知ることが出来る。塩の採取は地盤沈下を招き、特に20世紀には大きく進行した。沈下が進んだ地域の建物は倒壊するか破壊された。町には幾らかの歴史的な建造物がある。
1943年10月2日、第二次世界大戦下でパルチザンの抵抗によって、トゥズラは最大の解放都市となった。戦後、社会主義体制が敷かれたユーゴスラビア統治下でトゥズラは工業都市として発展した。1990年に実施された自由選挙では改革派が勝利した。これはこの時のボスニアで唯一の、非民族主義系の候補の勝利であった。1992年から1995年にかけてのボスニア・ヘルツェゴビナ紛争の時代、トゥズラはボスニアで唯一の、非民族主義系の市長が統治する町であり、セルビア人民族主義者の武装勢力に包囲された。1995年5月25日、セルビア人勢力の砲撃によって71人の若者が死亡する「トゥズラの虐殺」（en）が発生した。

## 人口動態
ユーゴスラビア紛争当時、多くのクロアチア人がクロアチアへ、また多くのセルビア人がスルプスカ共和国あるいはセルビアへ脱出した。町に残った者は民族混成の市防衛隊を組織し、武装勢力から町を防衛した。内戦勃発前の1991年の民族別人口は次の通り:
合計: 131,618人
- 62,669人 (47.61%) - ボシュニャク人
- 21,995人 (16.71%) - ユーゴスラビア人
- 20,398人 (15.49%) - クロアチア人
- 20,271人 (15.40%) - セルビア人
- 6,285人 (4,77%) - その他・不明

## 文化
トゥズラは塩湖が町の中央公園の一部となっているヨーロッパで唯一の町である。作家のメシャ・セリモヴィッチ（Meša Selimović）出身地であり、毎年7月にメシャ・シェリモヴィッチ・ブック・フェスティバルが催され、ボスニア語、クロアチア語、セルビア語で書かれた小説のなかからその都市の最優秀を選出する。

## 地域区画
トゥズラはボスニア・ヘルツェゴビナを構成する構成体であるボスニア・ヘルツェゴビナ連邦のボスニア・ヘルツェゴビナ連邦の県のひとつ、トゥズラ県の県都であり、同県にはトゥズラ市を含む13の基礎自治体がある。トゥズラ市は39の地区（mjesne zajednice）に分かれている。
トゥズラ市には、中心となるトゥズラの町の他にも幾らかの村が含まれる。同市にはゴルニャ・トゥズラ（上トゥズラ、Gornja Tuzla）、フシノ（Husino）、パル・セロ（Par Selo）、シミン・ハン（Simin Han）、オボドニツァ（Obodnica）、カメニャシ（Kamenjaši）、プラネ（Plane）、シチ（Šići）、スラヴィノヴィチ（Slavinovići）などの村がある。

## 行政
市長は非民族系の政党ボスニア・ヘルツェゴビナ社会民主党に属する作家で法律家のヤスミン・イマモヴィッチ（Jasmin Imamović）で、2004年に再選された。
市議会は30議席あり、非民族系のボスニア・ヘルツェボニア社会民主党に属するナダ・ムラディナ（Nada Mladina）が議長を務める。
- ボスニア・ヘルツェゴビナ社会民主党 (SDP) - 14 人
- 民主行動党 (SDA) - 6 人
- ボスニア党 (BOSS) - 4 人
- ボスニア・ヘルツェゴビナ党 (SBiH) - 2 人
- 国民党＝よりよい生活のために (Narodna stranka Radom za boljitak) - 2 人
- クロアチア民主同盟 (HDZ) - 2 人.

## 気候
トゥズラの気候は中央ヨーロッパを特徴付けるもので、年平均気温は10℃、年間平均降水量は895mmである。今まで記録した最低気温は1963年1月24日の-25.8℃、最高気温は1988年7月6日の39.5℃である。
| トゥズラの気候                               | トゥズラの気候 | トゥズラの気候 | トゥズラの気候 | トゥズラの気候 | トゥズラの気候 | トゥズラの気候 | トゥズラの気候 | トゥズラの気候 | トゥズラの気候 | トゥズラの気候 | トゥズラの気候 | トゥズラの気候 | トゥズラの気候 |
| 月                                           | 1月            | 2月            | 3月            | 4月            | 5月            | 6月            | 7月            | 8月            | 9月            | 10月           | 11月           | 12月           | 年             |
| -------------------------------------------- | -------------- | -------------- | -------------- | -------------- | -------------- | -------------- | -------------- | -------------- | -------------- | -------------- | -------------- | -------------- | -------------- |
| 平均最高気温 °C （°F）                       | 2.7 (36.9)     | 5.9 (42.6)     | 10.4 (50.7)    | 15.1 (59.2)    | 20.3 (68.5)    | 23.1 (73.6)    | 25.5 (77.9)    | 25.7 (78.3)    | 22.0 (71.6)    | 16.5 (61.7)    | 9.7 (49.5)     | 3.5 (38.3)     | 15.03 (59.07)  |
| 平均最低気温 °C （°F）                       | −4.4 (24.1)    | −2.3 (27.9)    | 0.7 (33.3)     | 4.4 (39.9)     | 8.5 (47.3)     | 11.4 (52.5)    | 12.8 (55)      | 12.6 (54.7)    | 9.7 (49.5)     | 5.7 (42.3)     | 1.6 (34.9)     | −2.8 (27)      | 4.83 (40.7)    |
| 降水量 mm （inch）                           | 71 (2.8)       | 67 (2.64)      | 70 (2.76)      | 74 (2.91)      | 82 (3.23)      | 91 (3.58)      | 79 (3.11)      | 71 (2.8)       | 70 (2.76)      | 77 (3.03)      | 94 (3.7)       | 85 (3.35)      | 931 (36.67)    |
| 平均降水日数                                 | 10             | 9              | 10             | 11             | 11             | 11             | 9              | 8              | 8              | 8              | 10             | 11             | 116            |
| 出典：World Meteorological Organisation (UN) |                |                |                |                |                |                |                |                |                |                |                |                |                |

## スポーツ
トゥズラの主要なスポーツ・チームはだいたい「スロボダ」（Sloboda）と名づけられており、この名前は「自由」を意味する。トゥズラの主要なスポーツ・チームにはサッカーのFKスロボダ・トゥズラ（FK Sloboda Tuzla）、バスケットボールのKKスロボダ・ディタ（KK Sloboda-Dita）、空手のKBSトゥズラ＝シナルコ（KBS Tuzla-Sinalco）などがある。女子バスケットボールのKKイェディンストヴォ・アイダ（KK Jedinstvo-Aida）はヨーロッパのチャンピオンに輝いたこともある（1989年、en:EuroLeague Womenを参考）。

## その他
2007年9月1日、トゥズラで6980組のカップルが同時に10秒間キスをして、ギネス・ワールド・レコーズの記録を塗り替えた。それまではフィリピンとハンガリーが交互に記録を更新し続けており、2004年にフィリピンで5327組、2005年にハンガリーで5875組、2007年2月にフィリピンで6124組、同年6月にハンガリーで6613組がそれぞれ記録された。

## 姉妹都市
- イタリア ボローニャ
- クロアチア オシエク
- ハンガリー ペーチ
- スペイン ルスピタレート・ダ・リュブラガート

## 出身者
- ゾラン・パヴロヴィッチ - サッカー選手
- ミラン・ジュリッチ - サッカー選手
- ミラレム・ピャニッチ - サッカー選手